# El Capo
El Capo è il settimo album del rapper statunitense Jim Jones, pubblicato dalla Empire Distribution nel 2019. Accompagnato da un discreto successo commerciale, l'album presenta temi analoghi al quasi omonimo Capo del 2011. Collaborano, tra gli altri, Fat Joe, Rick Ross, Cam'ron, Dave East, Fabolous, Maino, Curren$y e Jadakiss.
| Recensione | Giudizio |
| ---------- | -------- |
| AllMusic   | misto    |

## Tracce
1. Cristal Occassions – 3:30
2. Love of the Hustle (featuring Trav) – 3:24
3. Make No Issues of It – 3:18 (Jones)
4. NYC (featuring Fat Joe) – 2:57
5. Good Die Young (featuring Marc Scibilia) – 3:30
6. State of the Union (featuring Rick Ross & Marc Scibilia) – 3:38
7. Pity in the Summer (featuring Cam'ron, Fred The Godson, Marc Scibilia & Rain910) – 4:12
8. My Era (featuring Maino & Drama) – 3:58
9. Nothing Lasts (featuring Fabolous & Marc Scibilia) – 2:38
10. Cocaine Dreamin' (featuring Ball Greezy & Dave East) – 4:30
11. Mama I Made It (featuring Cam'ron) – 3:51
12. To Whom It May Concern (featuring Cam'ron, Guordan Banks, Benny the Butcher & Conway) – 5:07
13. Sports Cars (featuring Curren$y) – 3:21
14. Song Boxing – 1:45 (Jones)
15. Bread Right (featuring Trav) – 3:52
16. Don't Know What They Took Him For (featuring Jadakiss & Philthy Rich) – 3:52

## Classifiche settimanali
| Classifica (2019)     | Posizione massima |
| --------------------- | ----------------- |
| Stati Uniti           | 114               |
| US Independent Albums | 15                |